# Soai-reactie

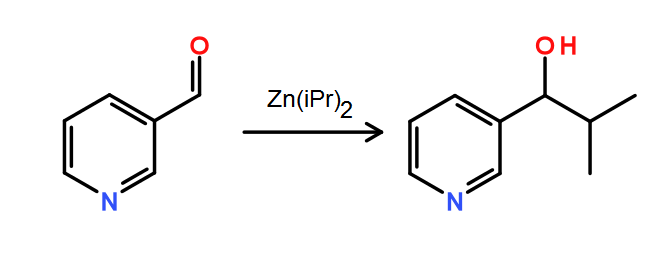
Voorbeeld van de Soai-reactie

De Soai-reactie, genoemd naar de Japanse scheikundige Kenso Soai, is een reactie uit de organische scheikunde. Het is de alkylering van een aldehyde met een organozinkverbinding (meestal di-isopropylzink) tot een alkanol. Soai vond in 1990 dat deze reacties autokatalytisch kunnen zijn.

## Asymmetrische autokatalyse
De Soai-reactie is in hoge mate gevoelig voor chiraliteit: een chiraal product fungeert als asymmetrische katalysator voor zichzelf. In 1995 ontdekten Soai en zijn medewerkers dat wanneer men initieel een hoeveelheid van het autokatalytische product gebruikt met een kleine enantiomere overmaat (ee), men een product bekomt met een hoge ee-waarde. Bij de reactie van di-isopropylzink met 2-alkynylpyrimidine-5-carbaldehyde tot 2-alkynylpyrimidylalkanol bekwam men, uitgaande van een initiële katalysator met een ee van slechts 10−5, een product met een enantiomere overmaat van meer dan 99,5% na driemaal toevoegen van aldehyde en di-isopropylzink. In de eerste run steeg het ee naar 57%, in de tweede run naar 99% en in de derde naar > 99,5%, wat nagenoeg optisch zuiver is:
Dit is een belangwekkend resultaat: het is de spontane synthese van een zuivere chirale stof uitgaande van een materiaal met een vrijwel gelijke hoeveelheid enantiomeren. In de natuur komen vele biomoleculen, zoals aminozuren en suikers, bijna uitsluitend voor in een enkele enantiomere vorm. Dit noemt men homochiraliteit en de wetenschap is al sinds Louis Pasteur op zoek naar een verklaring ervoor. De Soai-reactie is de eerste organische reactie waarin deze versterking van de chiraliteit via asymmetrische autokatalyse is vastgesteld, wat een mogelijk mechanisme is voor het ontstaan van homochiraliteit. Later is er ook een asymmetrische autokatalytische Mannich-reactie ontdekt, wat erop kan duiden dat de Soai-reactie geen geïsoleerd curiosum is.